# 缘边走灯藓
缘边走灯藓（学名：Plagiomnium acutum）为提灯藓科走灯藓属下的一个种。

## 扩展阅读
- 維基物種上的相關：缘边走灯藓